# المنظر (جبلة)

تعديل مصدري - تعديل

المنظر محلة تابعة لقرية عبار، التابعة لعزلة وراف بمديرية جبلة إحدى مديريات محافظة إب في الجمهورية اليمنية، بلغ تعداد سكانها 130 حسب تعداد اليمن لعام 2004.